# Жан IV д’Арманьяк
Жан IV д’Арманьяк (фр. Jean IV d'Armagnac; 15 октября 1396, Родез — 5 ноября 1450, Л’Иль-Журден) — виконт де Ломань, с 1418 года граф д’Арманьяк, де Фезансак и де Роде. Сын Бернара VII, графа д’Арманьяка, де Фезансака, де Роде и де Пардиака и Бонны де Берри.

## Биография
После убийства отца Жан д’Арманьяк обратился к дофину Карлу, прося правосудия, но тот, не имея никакой реальной власти, отделался лишь пустыми обещаниями. Тогда Жан д’Арманьяк решил рассчитывать только на свои силы. Продолжая тщательно защищать свои земли от англичан и наёмников, д’Арманьяк не сторонится переговоров с ними и заключает в Эре (1418 год) наступательный и оборонительный союз с графами д’Астараком и де Фуа, чтобы защищать свои области против всех, исключая короля. В 1425 году он приносит оммаж королю Кастилии за Арманьяк.
В 1436 году Жан д’Арманьяк участвует в заговоре герцогов де Бурбон, д’Алансон и Бретонского. Ведёт переговоры с Англией, предлагая брачный союз одной из своих дочерей с королём Генрихом VI. После поражения англичан в Аквитании (1442 год), он сам потихоньку отказывается от своих предложений.
В 1440 году он принимает участие в Прагерии — мятеже баронов и дофина Людовика против короля, но коалиция разбита Карлом VII, который, тем не менее, предоставил прощение всем участникам.
Для усиления своих владений, он 17 января 1420 года покупает у герцога де Бурбона графство л’Иль-ан-Журден. Опираясь на права своего дяди и отца на графство Комменж, он делает неоднократные попытки захватить его, пока, наконец, король не включает его в свой домен (1443 год), после смерти графини Маргариты.
Король Карл VII, требует от важнейших сеньоров Юга отказаться от формулировки: «граф милостью божьей», которой они пользовались с незапамятных времён. В отличие от других, Жан IV отклоняет это требование и подаёт протест в Парижский парламент (1442 год).
Карл VII решил покончить со столь буйным вассалом. В конце 1445 года он направил в Гасконь дофина Людовика, который врасплох захватил Л’Иль-Журден, где находились граф и его семья. Рассчитывая на великодушие победителя, Жан IV вышел навстречу своему недавнему союзнику без вооружения и без эскорта. Напрасно: он был брошен в тюрьму Каркассона, где провёл около трёх лет, а Л’Иль-Журден был отдан солдатне.
Несмотря на то, что за Жана IV вступились король Кастилии, герцоги Савойи, д’Алансон, д’Орлеан, графы де Фуа, дю Мэн, де Ришмон, Дюнуа и даже сам дофин, его дело было передано на рассмотрение Парижскому парламенту. Перечень его преступлений и проступков, в общем-то применимый практически ко всем крупным сеньорам того времени, принял столь угрожающий характер, что друзья убедили Жана IV обратиться к милосердию короля. Карл VII предоставил грамоту о помиловании, но на очень тяжёлых и унизительных условиях. Графство Роде было передано королю как залог верности графа. Практически во всех сколько-нибудь значащих крепостях и городах Жана IV обосновались королевские гарнизоны.
Жан д’Арманьяк провёл последние дни своей жизни в замке Л’Иль-Журден, где и умер.

## Семейная жизнь
16 июня 1407 года в Нанте он женился на Бланш Бретонской (1395—1419), дочери Жана V (1340—1399), герцога Бретани, и Жанны д’Эвре-Наваррской (1370—1437), его третьей жены. От этого брака родилась дочь:
- Бонна (1416 — между 1435 и 1448), умерла в девичестве.

10 мая 1419 года он женится вторым браком на Изабелле д’Эвре-Наваррской (1395—1450), дочери Карла III Благородного (1361—1425), короля Наварры, и Элеоноры Кастильской (ок. 1363—1416). У них родились:
- Жан V (1420—1473), виконт де Ломань, затем граф д’Арманьяк, де Фезансак и де Роде.
- Шарль I (1425—1497), виконт де Фезансаге, затем граф д’Арманьяк, де Фезансак и де Роде.
- Мария (ок. 1421 — 25 июля 1473), с 1437 г. жена Жана II (1409—1476), герцога д’Алансона.
- Элеонора (1423—1456), с 1446 г. вторая жена Луи де Шалона (1389—1463), принца Оранского.
- Изабелла (1430/1433— 4 августа 1476), дама де Катр-Валле. Она скандально прославилась кровосмесительной связью с братом, Жаном V д’Арманьяком, от которого у неё были:

- Жан, бастард д’Арманьяк († 1516), сеньор де Камбулан.
- Антуан, бастард д’Арманьяк.
- Роза, бастарда д’Арманьяк († 1526), с 1499 жена Гаспара де Вильмюра, барона де Пэле.

Кроме того, Жану IV приписываются две побочные дочери:
- Жанна-Изабо де Жоссей, вышедшая замуж в Руэрге.
- о второй не известно даже имя.